# Josep Barniol i Armengou
Josep Barniol i Armengou (24/03/1882 La Valldan, Berga – 19/08/36, Carretera de l'Espunyola a Casserres) era un eclesiàstic català format al Seminari de Solsona, on va entrar amb tretze anys i va ser ordenat als 27 anys (19/06/1909).
José Ramón Juan, fill d'Antonio Barniol, “labrador de Capolat”, i de Raimunda Armengou, d'Avià, va ser batejat a l'església de Sant Bartomeu de La Valldan el mateix dia que va néixer. El seu padrí de bateig va ser el seu tiet, José Barniol, vidu i pagès de Capolat, i la seva àvia en va ser la padrina.
Amb el temps, van néixer tres fills més a la família Barniol i Armengou: Juan Antonio Manuel, nascut el 3/12/1884, Ramón Isidro José, nascut el 14/05/1887 i Maria Ramona Filomena, nascuda el 06/05/1890.
La primera feina que va fer mossèn Josep Barniol va ser de vicari, primer al poble de Vallcebre i després a Vilanova de Bellpuig i a Castellnou de Seana, al Pla d'Urgell i Berga.
El 31 de gener de 1920, va passar a ser regent d'Avià, però va ser-hi poc temps ja que el 8 de juliol del mateix any el van nomenar primer capellà a l'Ametlla de Merola, colònia tèxtil situada al terme municipal de Puig-reig (Berguedà), a tocar de Navàs (Bages).
Amb l'esclat revolucionari el juliol del 1936 i l'escalada de violència anticlerical a conseqüència del suport històric de l'església al bàndol feixista i a la repressió contra el moviment obrer, mossèn Barniol es va amagar en una casa particular de la colònia durant unes tres setmanes. Tot i que no semblava que el Comitè de l'Ametlla de Merola volgués fer cap mal al seu capellà, mantenir-se en un lloc desconegut era la manera d'evitar que gent vinguda de fora el localitzés.
El 17 d'agost, després que algú l'aconsellés fugir de l'Ametlla de Merola o que ell mateix considerés que estaria més segur en un altre lloc, es va traslladar a Avià, acompanyat per un membre del Comitè de l'Ametlla. A Avià, es va instal·lar al Molí de la Riereta, on s'estava el seu germà. Malauradament, el Comitè d'Avià es va assabentar de la seva presència al poble i el 19 d'agost alguns membres del Comitè es van presentar a la casa. En preguntar-li qui era, mossèn Barniol va respondre: “Soc el capellà de la Colònia de l'Ametlla de Merola”.
Amb aquesta afirmació, el van detenir i el van obligar a pujar un cotxe. El seu germà va voler-lo defensar i li van disparar un tret que el va deixar com mort a terra. Posteriorment, alguns feligresos el van dur a l'hospital de Berga on es va poder recuperar de les ferides.
Mossèn Barniol va ser conduït a la carretera de l'Espunyola, al coll de les Selles, on el van obligar a baixar del vehicle i el van assassinar. El cadàver va ser recollit pels germans i inicialment va ser enterrat al cementiri de l'Espunyola. El 14 de juny de 1939 les seves despulles van ser traslladades al cementiri de Berga.
Una creu de pedra blanca marca el lloc on va caure mort.